# MDU Resources
MDU Resources Group, Inc. (NYSE: MDU) er en amerikansk energi- og byggevirksomhed indenfor elektricitet og naturgas.
Deres datterselskaber inkluderer Knife River Corporation, MDU Construction Services Group, Inc, Cascade Natural Gas, WBI Holdings Inc., Centennial Energy Resources LLC, Capital Electric Construction Co Inc og Granite City Ready Mix.
MDU Resources blev etableret i 1924 som Minnesota Northern Power Company.